# Exception culturelle française
Pour un article plus général, voir Exception culturelle.
L’exception culturelle française est une expression utilisée pour caractériser certaines spécificités, actuelles ou passées, de la France par rapport aux autres pays d’Europe, voire du monde, dans le secteur de la culture. 
Même si elle est beaucoup plus récente, l'expression désigne l’action conduite depuis la création en 1959 du ministère de la Culture confié à André Malraux, qui a vu la France mettre en place, par le biais d'un certain nombre de dispositifs législatifs et réglementaires concernant la création artistique dans le théâtre et le cinéma, d'un statut spécial pour les œuvres et la production audiovisuelles visant à les protéger des règles commerciales de libre-échange. Ces mesures reposent sur l'idée que la création culturelle ne constitue pas un bien marchand comme les autres et, par conséquent, que son commerce doit être protégé par certaines règles autres que celles de la seule loi de marché.
Dans les années 1980, sont venus s'y ajouter des prélèvements sur les chaînes de télévision pour financer le cinéma.
Dans chacune de ces trois branches, cinéma, théâtre et télévision, a été mis en place un système de reversement interne, pour aider à la création. C'est ainsi que le Centre national du cinéma et de l'image animée prélève un pourcentage sur tout billet de cinéma pour apporter des aides à l'écriture, à la création ou à la diffusion d'œuvres d'expression française. Au théâtre privé, un fonds de soutien, alimenté essentiellement par les plus gros succès, permet de financer des projets plus confidentiels. Le secteur de la télévision de son côté finance très largement la production cinématographique en échange de droits de diffusion (principe mis en œuvre de manière massive au moment de la création de la chaîne chiffrée Canal+).
L'expression « exception culturelle française » est parfois utilisée dans un sens polémique. Elle désigne alors la culture française au sens large et stigmatise un certain orgueil ou prétention française à se croire « au-dessus des autres cultures », alors qu'il ne s'agit en réalité que de défendre des différences.[réf. nécessaire]
L'expression « exception culturelle » est enfin une notion développée par le ministère des Affaires étrangères français au cours des années 1990. Cette notion a depuis été remplacée par celle plus large (et donc plus facile à défendre devant des cénacles internationaux) de « diversité culturelle »[réf. nécessaire].

## Caractéristiques de l’exception culturelle française
L'expression « exception culturelle française » étant polysémique, la caractériser est assez délicat. Cependant, on pourra y associer les faits et politiques culturels français suivants :
- L'importance — en termes de quantité — des festivals organisés en France. Un rapport publié en 1997 par l'Observatoire européen de l'audiovisuel (dont la mission est d'établir des données statistiques comparées relatives à l'audiovisuel), montre que la France organise à elle seule, bien plus de festivals de films que tous les autres membres de l'Union européenne[2] :

Par ailleurs, la France organise des festivals importants de longs métrages (Cannes), de courts métrages (Clermont-Ferrand) et de films d'animation (Annecy). Ce maillage des festivals a deux conséquences principales. D'une part, il conforte la France en tant que première destination touristique mondiale (selon le classement des recettes du tourisme international de 2011). D'autre part, il lui accorde un rôle central dans la découverte et la circulation internationale d'une part significative des cinématographies indépendantes.
- Le prix unique du livre destiné à soutenir les libraires[4].
- Le système d'autofinancement du secteur cinématographique en France, élaboré au cours des soixante dernières années et qui a peu à peu soutenu une part significative de la production indépendante, au niveau européen et mondial (système de soutien à la coproduction, aide à la distribution, Fonds Sud Cinéma, développement du réseau de salles d'art et essai, etc.). L'influence de ce système est déterminante, y compris au niveau mondial[5].

## Critique
Les critiques de l'exception culturelle française sont de plusieurs ordres : sur son fonctionnement concret, sur son coût pour les finances de l'État et enfin sur son principe même.

### Coût
Pour l'économiste de la culture Françoise Benhamou dans Les Dérèglements de l'exception culturelle, cette politique souffre de nombreuses limites. En particulier, Benhamou reproche au ministère d'avoir subventionné à tout va et sans discernement. La conséquence en a été une abondance de « créateurs » qui ne peuvent pas vivre de leur métier, sont dans la précarité. Sur le plan artistique, la subvention étatique a eu pour conséquence néfaste, selon Benhamou, une standardisation des arts de la scène, pour répondre aux critères du ministère de la culture. Elle appelle de ses vœux en remplacement du système actuel une professionnalisation de l'aide, avec moins de dispersion. Enfin, concernant radios et télévisions, elle estime excessif le principe des quotas mis en place et suggère que l'État se concentre sur les chaînes et stations publiques, en laissant le privé plus libre. Elle ajoute que la démocratisation de la culture est un échec complet : si les subventions culturelles ont augmenté, ce n'est qu'au bénéfice des cadres et des professions intellectuelles[réf. nécessaire]. Pour Benhamou, « l'idéal de l'excellence pour tous a cédé le pas à l'idéologie sous-jacente des années Lang du rap pour tous et de l'excellence pour quelques-uns ». En d'autres termes, la politique de l'exception culturelle consacre la non-démocratisation. 

### Efficacité concernant la production cinématographique

#### Auteurs jugeant que l'exception culturelle française ou européenne est contre-productive
L'ancien ministre de la culture grec Evangelos Venizelos considère que les différentes versions de l'exception culturelle qu'on trouve au sein de l'Union européenne s'assimilent à des mesures protectionnistes. Venizelos de déclarer ainsi lors des Deuxièmes Rencontres Internationales des Organisations Professionnelles de la Culture du 4 février 2003 : « L'« exception culturelle » est une approche défensive et protectionniste qui n'a pas empêché la domination des produits culturels américains dans l'Union européenne. »[réf. nécessaire]
Pour l'économiste Tyler Cowen, l'Exception culturelle française a pour but de « protéger » les industries culturelles nationales. Selon lui, les périodes de plus grande fécondité du cinéma français sont les périodes où justement l'État est très peu intervenu la production cinématographique nationale. Il cite les années 1920-1930 comme exemple ; il note : « Le monde du cinéma français était si cosmopolite que la propagande de Vichy en a souvent dénoncé le caractère « insuffisamment français »[réf. nécessaire]. les années 1920-1930 sont une période de très forte expansion du cinéma dans plusieurs pays, car elles voient l'arrivée du cinéma parlant, grâce à de nouveaux procédés techniques, ce qui amène la construction de nouvelles salles en grand nombre.  
Selon Tyler Cowen, en mettant en place les premières politiques de protection de l'exception culturelle française, le gouvernement de Vichy n'a eu comme seul effet que d'affaiblir la qualité de la production cinématographique. En garantissant aux films français subventions et marché captif[réf. nécessaire], la politique culturelle française n'a fait que tuer le dynamisme des réalisateurs : « Il est faux de croire que le protectionnisme culturel renforce la cause de la diversité des cultures. Les produits protégés perdent non seulement leur attrait concurrentiel, mais plus encore leur dynamisme artistique. [..] La véritable diversité culturelle découle de l'échange des idées, des produits et des influences, et non pas de la volonté d'assurer le développement en champ clos d'un unique style national. » Matthieu Kolatte, professeur à la National Central University de Taiwan, le rejoint sur l'aspect « extrêmement protecteur » de l'exception culturelle française.

#### Auteurs jugeant que l'exception culturelle est efficace
Un collectif de 78 spécialistes de l'histoire du cinéma suggère l'analyse inverse : le cinéma français n'aurait jamais produit autant de chefs-d'œuvre qu'après guerre. Parmi les cent meilleurs films de l'histoire du cinéma mondial, ce collectif en a repéré 19 français, dont 15 réalisés après la création du CNC en 1946. Une part significative de ces chefs-d'œuvre ont été des éléments remarqués du mouvement de la Nouvelle Vague.

### Elitisme et immobilisme
Au XIXe siècle, l'économiste Frédéric Bastiat expliquait que « l'ouvrier n'a pas à payer le salaire de l'artiste ».
Pour certains auteurs, le concept d'exception culturelle constitue un « protectionnisme culturel ». Ainsi, l'écrivain péruvien Mario Vargas Llosa, prix Nobel de littérature 2010 et membre de l'Académie française, écrivait-il en 1993 : 

« La chose la plus importante que j'ai apprise est que les cultures n'ont pas besoin d'être protégées par les bureaucrates et les forces de police, ou placées derrière des barreaux, ou isolées du reste du monde par des barrières douanières pour survivre et rester vigoureuses. Elles doivent vivre à l'air libre, être exposées aux comparaisons constantes avec d'autres cultures qui les renouvellent et les enrichissent, leur permettant de se développer et de s'adapter au flot constant de la vie. La menace qui pèse sur Flaubert et Debussy ne vient pas des dinosaures de Jurassic Park mais de la bande de petits démagogues et chauvinistes qui parlent de la culture française comme s'il s'agissait d'une momie qui ne peut être retirée de sa chambre parce que l'exposition à l'air frais la ferait se désintégrer. »

Jean-Philippe Feldmann reprend cette critique car d'après lui l'exception culturelle française est « le symptôme d'une société qui se recroqueville sur elle-même ». Il considère même l'exception culturelle comme « une violation des droits de l'homme » étant donné qu'elle « porte atteinte à la diversité culturelle en la fossilisant ».

### Risques de corruption
Le financement de la culture par l'État conduit d'après les critiques « à de nombreux abus, au copinage, et augmente les risques de corruption et de gabegie ».

### Ouvrages encyclopédiques
- Arnaud Dephalese, France : Dictionnaire critique de civilisation contemporaine, Coneuwe, 2024

- [Ferenczi 2004] Thomas Ferenczi (dir.), La Politique en France : Dictionnaire historique de 1870 à nos jours, Paris, Éditions Larousse, avril 2004, 479 p. (ISBN 2-03-505355-2), p. 148.

### Ouvrages spécialisés
- Jonathan Buchsbaum, Exception Taken: How France Has Defied Hollywood's New World Order, Columbia University Press, 2017
- Philippe Poirrier, L'État et la culture en France au XXe siècle, Paris, Le Livre de Poche, 2006.
- Philippe Poirrier, Art et pouvoir de 1848 à nos jours, Cndp, 2006.
- Serge Regourd, L'exception culturelle, Paris, Puf, 2004.